# Volta Limburg Classic 2019
La 46.ª edición de la clásica ciclista Volta Limburg Classic fue una carrera en los Países Bajos que se celebró el 6 de abril de 2019 con inicio y final en la ciudad de Eijsden sobre un recorrido de 192,1 kilómetros.
La carrera formó parte del UCI Europe Tour 2019, dentro de la categoría UCI 1.1. El vencedor fue el suizo Patrick Müller del Vital Concept-B&B Hotels seguido del francés Justin Jules del Wallonie Bruxelles y el belga Ben Hermans del Israel Cycling Academy.

## Equipos participantes
Tomaron parte en la carrera 24 equipos: 7 de categoría Profesional Continental; y 17 de categoría Continental. Formando así un pelotón de 161 ciclistas de los que acabaron 80. Los equipos participantes fueron:
| Equipos continentales profesionales (7)- Israel Cycling Academy - Riwal Readynez - Roompot-Charles - Sport Vlaanderen-Baloise - Vital Concept-B&B Hotels - Wallonie Bruxelles - Wanty-Groupe Gobert Equipos continentales (17)- Alecto - BEAT Cycling Club - Canyon DHB p/b Bloor Homes - CCC Development Team - Development Team Sunweb - Joker Fuel of Norway - Leopard - Madison Genesis - Metec-TKH Continental Cyclingteam p/b Mantel - Monkey Town-à Bloc CT - Tarteletto-Isorex - Cibel-Cebon - Differdange-GeBa - Lotto-Kern-Haus - Waoo - Vlasman CT - Bike Aid |
| |

## Clasificación final
- Las clasificaciones finalizaron de la siguiente forma:[3]

| \| Clasificación general \| Clasificación general \| Clasificación general \| Clasificación general \| Clasificación general \| \| Ciclista \| Ciclista \| Equipo \| Tiempo \| \| \| --------------------- \| --------------------- \| ------------------------ \| --------------------- \| --------------------- \| \| 1.º \| Patrick Müller \| Vital Concept-B&B Hotels \| 4 h 53 min 11 s \| \| \| 2.º \| Justin Jules \| Wallonie Bruxelles \| + 0 s \| \| \| 3.º \| Ben Hermans \| Israel Cycling Academy \| + 4 s \| \| \| 4.º \| Quentin Pacher \| Vital Concept-B&B Hotels \| + 25 s \| \| \| 5.º \| Rasmus Guldhammer \| Waoo \| + 29 s \| \| \| 6.º \| Ole Forfang \| Joker Fuel of Norway \| + 50 s \| \| \| 7.º \| Lennert Teugels \| Cibel \| + 52 s \| \| \| 8.º \| Kevin Deltombe \| Sport Vlaanderen-Baloise \| + 52 s \| \| \| 9.º \| Mathijs Paasschens \| Wallonie Bruxelles \| + 52 s \| \| \| 10.º \| Piotr Havik \| BEAT Cycling Club \| + 52 s \| \| |                    |                          |                 |
| |                    |                          |                 |
| Fuente: ProCyclingStats |                    |                          |                 |
| Clasificación general |                    |                          |                 |
| Ciclista | Ciclista           | Equipo                   | Tiempo          |
| 1.º | Patrick Müller     | Vital Concept-B&B Hotels | 4 h 53 min 11 s |
| 2.º | Justin Jules       | Wallonie Bruxelles       | + 0 s           |
| 3.º | Ben Hermans        | Israel Cycling Academy   | + 4 s           |
| 4.º | Quentin Pacher     | Vital Concept-B&B Hotels | + 25 s          |
| 5.º | Rasmus Guldhammer  | Waoo                     | + 29 s          |
| 6.º | Ole Forfang        | Joker Fuel of Norway     | + 50 s          |
| 7.º | Lennert Teugels    | Cibel                    | + 52 s          |
| 8.º | Kevin Deltombe     | Sport Vlaanderen-Baloise | + 52 s          |
| 9.º | Mathijs Paasschens | Wallonie Bruxelles       | + 52 s          |
| 10.º | Piotr Havik        | BEAT Cycling Club        | + 52 s          |

## UCI World Ranking
La Volta Limburg Classic otorgó puntos para el UCI World Ranking para corredores de los equipos en las categorías UCI WorldTeam, Profesional Continental y Equipos Continentales. Las siguientes tablas son el baremo de puntuación y los 10 corredores que obtuvieron más puntos:
| Posición   | 1.º | 2.º | 3.º | 4.º | 5.º | 6.º | 7.º | 8.º | 9.º | 10.º | 11.º | 12.º | 13.º-15.º | 16.º-25.º |
| Puntuación | 125 | 85  | 70  | 60  | 50  | 40  | 35  | 30  | 25  | 20   | 15   | 10   | 5         | 3         |

| Clasificación |                    |                          |        |
| Posición      | Ciclista           | Equipo                   | Puntos |
| ------------- | ------------------ | ------------------------ | ------ |
| 1.º           | Patrick Müller     | Vital Concept-B&B Hotels | 125    |
| 2.º           | Justin Jules       | Wallonie Bruxelles       | 85     |
| 3.º           | Ben Hermans        | Israel Cycling Academy   | 70     |
| 4.º           | Quentin Pacher     | Vital Concept-B&B Hotels | 60     |
| 5.º           | Rasmus Guldhammer  | Waoo                     | 50     |
| 6.º           | Ole Forfang        | Joker Fuel of Norway     | 40     |
| 7.º           | Lennert Teugels    | Cibel                    | 35     |
| 8.º           | Kevin Deltombe     | Sport Vlaanderen-Baloise | 30     |
| 9.º           | Mathijs Paasschens | Wallonie Bruxelles       | 25     |
| 10.º          | Piotr Havik        | BEAT CC                  | 20     |